# Калниньш, Ояр Эрик
Ояр Эрик Калниньш (латыш. Ojārs Ēriks Kalniņš; 22 октября 1949, Мюнхен — 14 октября 2021, Рига) — латвийский дипломат и политик, в прошлом американский общественный деятель.
Сын беженцев из Латвии. В 1951 г. вместе с семьёй оказался в США. Окончил Университет Рузвельта в Чикаго (1972), получив степень бакалавра философии. До 1984 г. работал в сфере рекламы. До переезда в Латвию являлся активистом Американской ассоциации латышей и Всемирной ассоциации свободных латышей.
C 1993 по 1999 год — посол Латвии в США; в 1999—2010 гг. — директор Института Латвии. Депутат Сейма Латвии нескольких созывов (с 2010 г. до конца жизни). Член партии «Единство».
Награждён Орденом Трех звезд 3 степени (1998), орденом Креста земли Марии 3 класса (2012) и медалью Балтийской ассамблеи (2014).

## Политическая деятельность
Осенью 2018 года был избран в Сейм 13-го созыва от объединения «Единство». В 2019 году выдвигался в Европейский парламент, но не был избран. Осенью 2010 года был избран в 10-й Сейм от объединения «Единство». 4 ноября 2010 года избран председателем комиссии по иностранным делам Сейма. В 2011 году на внеочередных выборах избран в 11-й Сейм. В 2014 году был избран в Сейм 12-го созыва.